# Абдус Саттар
Абдус Саттар (бенг. আব্দুস সাত্তার; 	1 марта 1906, Бирбхум, Бенгальское президентство, Британская Индия, Британская империя — 5 октября 1985, Дакка, Бангладеш) — государственный и политический деятель Бангладеш, президент страны в 1981—1982 годах.

## Биография
Родился в 1906 году в округе Бирбхум в Западной Бенгалии (ныне в Индии). Получил степень магистра в области политологии и права в 1929 году в университете Калькутты, после чего вступил в Калькутте в коллегию адвокатов. Начинал как протеже А. К. Фазлул Хака, член Крестьянско-рабочей партии.
Был главным комиссаром по выборам в Пакистане в 1969—1972 годах, председателем совета директоров Bangladesh Jiban Bima Corporation в 1973—1974 годах, министром юстиции и парламентских дел Бангладеш в 1977 году.
Одержал победу на президентских выборах 1981 года в Бангладеш, набрав 65,5 % голосов. Отстранён от власти в результате государственного переворота, организованного главнокомандующим Х. М. Эршадом 24 марта 1982 года. Умер в Дакке 5 октября 1985 года.